# Cuil
Cuil (prononcer « cool », d'un mot gaélique qui signifie connaissance et noisette,) est un moteur de recherche dévoilé le 28 juillet 2008. Les développeurs de Cuil ont pour objectif de proposer un moteur de recherche plus vaste et aux résultats plus étayés que les moteurs actuels. Il organise les pages web par contenu et affiche davantage d'informations et d'images par résultat. Il prétend posséder un index plus grand que les standards contemporains, avec plus de 120 milliards de pages web. Le projet Cuil est initialement développé par Anna Patterson, Russell Power et Louis Monier, anciens employés de Google. Tom Costello, le PDG de Cuil, est un ancien employé d'IBM.
Le respect de la confidentialité et de la sphère privée est mis en avant : « Quand vous recherchez avec Cuil, nous ne collectons aucune information personnellement identifiable. Nous n'avons aucune idée de qui envoie des questions : pas de nom, pas d'adresse IP, et pas de cookies. Votre historique de recherche est votre affaire, pas la nôtre. »
Cuil veut concurrencer  le moteur de recherche de Google .
Selon un témoignage paru sur le forum du site anglophone Search Engine Watch, les employés du moteur ont pris connaissance le 18 septembre de l'arrêt de l'activité de Cuil. Apparement, Cuil était en phase finale de négociations pour un rachat (par qui ? On l'ignore...) mais que le deal aurait échoué au dernier moment, provoquant l'arrêt du site .
Cuil cesse son activité le 17 septembre 2010. 